# Colgate-Palmolive
Colgate-Palmolive Company – amerykański międzynarodowy koncern produkujący artykuły gospodarstwa domowego, mydło, detergenty, pasty i szczoteczki do zębów. Jej siedziba mieści się w Nowym Jorku.
Przedsiębiorstwo powstało w 1928 roku z połączenia spółek Colgate (jej początki sięgają 1806 r.) i Palmolive-Peet. Początkowo nosiło nazwę Colgate-Palmolive-Peet Company, obecną (Colgate-Palmolive Company) przyjęło w 1953 roku.
W Polsce fabryka koncernu mieści się w Świdnicy. Do końca 2015 roku działała również fabryka w Halinowie.

## Wybrane marki
- Ajax
- Elmex
- Colgate
- Colodent
- Meridol
- Palmolive
- Sanex
- Speed Stick